# Filip Chajzer
Filip Aleksander Chajzer (ur. 27 listopada 1984 w Warszawie) – polski prezenter radiowy i telewizyjny.

## Życiorys
Pracę dziennikarza zaczynał jako redaktor „Super Expressu”, „Życia Warszawy” i „Newsweeka”. Od września 2009 do marca 2011 był reporterem serwisu informacyjnego Stolica w TVN Warszawa.

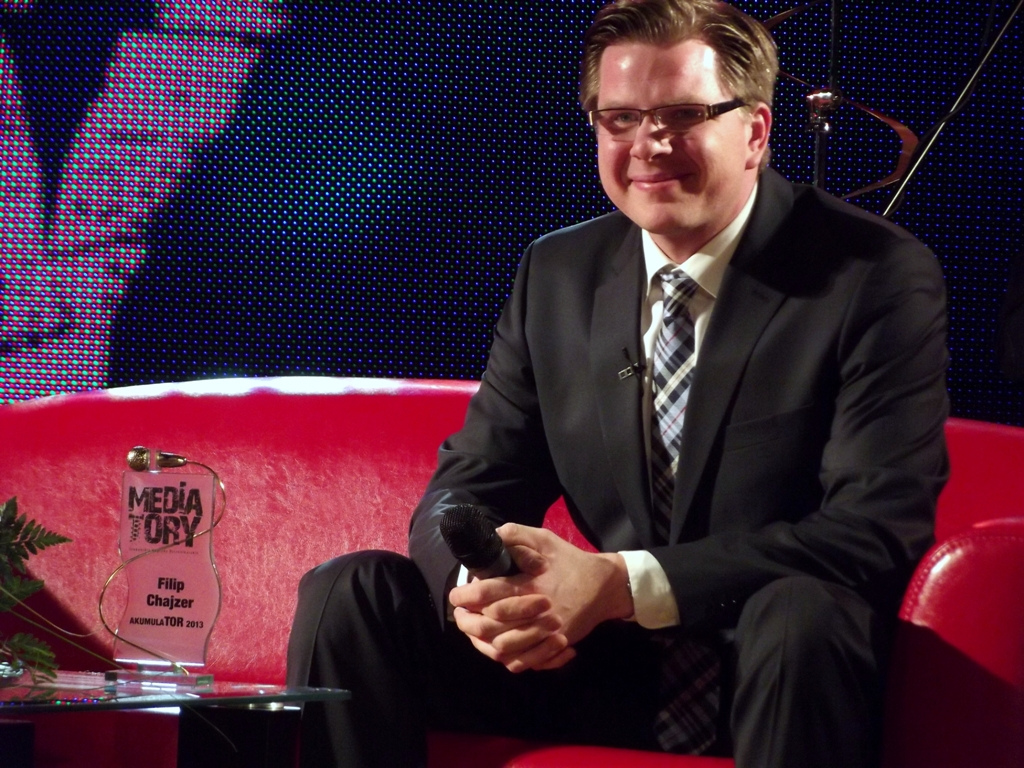
Chajzer na ceremonii rozdania nagród MediaTory (2013)

W maju 2011 został reporterem programu śniadaniowego Dzień dobry TVN. Za wyemitowany 13 listopada 2012 materiał na temat gazu, w którym sparodiował przygotowywania relacji reporterskich do programów informacyjnych, został ukarany reprymendą przez szefostwo TVN. Szeroko komentowany był także jego reportaż z października 2013, którym demaskował niewiedzę uczestników modowej imprezy Warsaw Fashion Weekend. Za pracę reporterską w Dzień dobry TVN otrzymał w 2013 nagrodę MediaTora za „ładowanie pozytywną energią i doskonały przykład empirycznego dziennikarstwa”.
W wakacje 2014, 2016 i 2017 prowadził wakacyjne wydanie Dzień dobry TVN, a w latach 2019–2023 współprowadził Dzień dobry TVN. Prowadził również programy: Mali giganci (2015–2017) i Hipnoza (2018) oraz współprowadził program Dom marzeń (2016–2017). Współprowadził także programy emitowane na innych kanałach Grupy TVN: Studio TTV (2013), Jak to się stało? (2016) w TVN Turbo i Big Brother Nocą (2019) w TVN 7. Oprócz tego uczestniczył w jednym odcinku programu kulinarnego TVN Ugotowani (2014) i programu growego Player.pl BlowStar (2016), w kilku odcinkach teleturnieju TVN Milionerzy (2017, 2022) i w trzecim sezonie reality show TVN Ameryka Express (2018), a także gościł w jednym odcinku 11. edycji programu kulinarnego TVN MasterChef Polska. Współprowadził także koncerty telewizyjne produkowane przez TVN. W 2018 otrzymał Telekamerę dla nadziei telewizji.
Równocześnie z pracą w TVN związany był z innymi mediami. W 2013 został redaktorem Radia Złote Przeboje, dla którego współprowadził z ojcem Zygmuntem konkurs Chajzer kontra Chajzer (2013, 2017) i audycje: Piątek u Chajzerów (2013–2014) i Święta u Chajzerów (2013). Od lipca 2014 do maja 2016 prowadził program Piątek, piąteczek, piątunio w radiowej Czwórce. W marcu 2018 został prowadzącym program talk-show 18:45 Czas na zasady w Onecie.

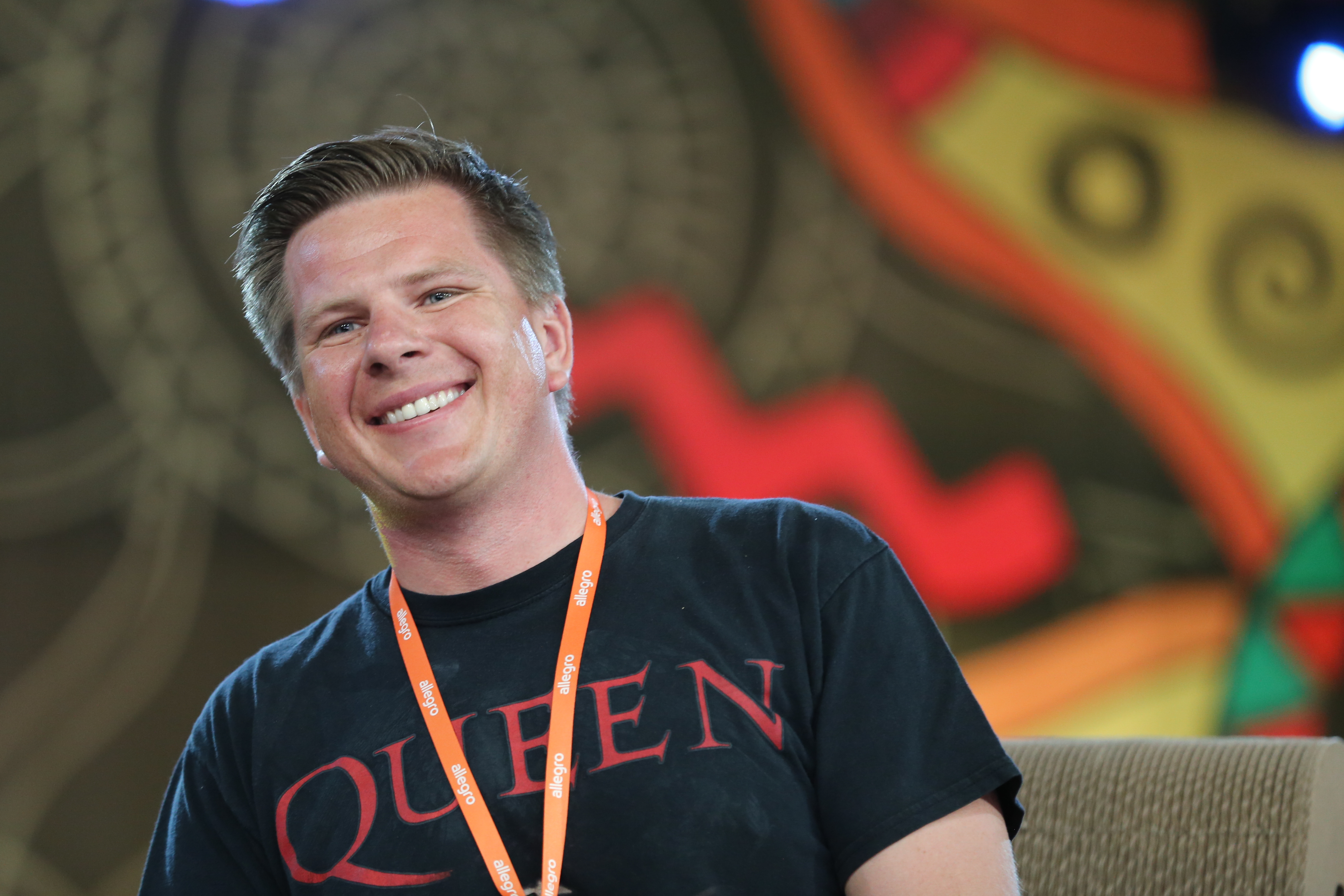
Chajzer na Przystanku Woodstock (2017)

W 2018 zagrał epizodyczne role w filmach Patryka Vegi: Kobiety mafii (2018) i Plagi Breslau (2018) oraz wystąpił w jednym z odcinków serialu TVN Szkoła. W styczniu 2019 poprowadził internetowy cykl programów o Aukcjach od Serca na rzecz Wielkiej Orkiestry Świątecznej Pomocy. W styczniu 2021 został gospodarzem (z Maciejem Kaweckim) kanału „W głowie się nie mieści” na platformie YouTube, na którym pokazywał dokonania małych polskich przedsiębiorców technologicznych. Jesienią 2023 współprowadził audycję Na luzie w Radiu ZET. Wiosną 2024 uczestniczył w 14. edycji polsatowskiego Dancing with the Stars. Taniec z gwiazdami, a w kwietniu tego samego roku otworzył budkę z kebabem „Kreuzberg Kraft Kebap” na warszawskim Żoliborzu. Wiosną 2025 współprowadził program Antena HD Złote czasy telewizji.
W trakcie kariery medialnej wystąpił w kampanii reklamowej producenta wody mineralnej Nałęczowianka, telefonii komórkowej Play, producenta napojów Pepsi, firmy kosmetycznej Nivea, producenta okularów Vision Express, marki kosmetycznej Old Spice,  agencji marketingowej Afa Media, producenta pralek Whirlpool. Promował ogólnopolski program bezpieczeństwa „Kocham To Dbam”.

## Kariera sportowa
W 2023 ukończył Maraton Nowojorski.
W lipcu 2024 poinformował o planowanym debiucie w zawodach MMA i udziale w rozgrywkach Fame MMA 22, jednak kilka dni później odwołał walkę, tłumacząc swoją decyzję utratą zaufania do federacji, a swojemu przeciwnikowi – Tomaszowi „Gimperowi” Działowemu zaproponował starcie w Formule K1, prosząc go o organizację tego pojedynku.

## Życie prywatne
Jest synem Doroty i Zygmunta Chajzerów. Ma młodszą siostrę Weronikę i starszą siostrę przyrodnią Karolinę (z pierwszego małżeństwa ojca).
Był żonaty z Julią, z którą rozstał się w listopadzie 2013. Miał z nią syna, Maksymiliana, który zginął 16 lipca 2015 w wypadku samochodowym. Z nieformalnego związku z dziennikarką Małgorzatą Walczak ma syna Aleksandra (ur. 26 października 2017). W maju 2022 media poinformowały o rozstaniu pary.
W styczniu 2020 zachorował na depresję.

## Wpływ na popkulturę
Postać Chajzera pojawia się w serialu Blok Ekipa oraz w polskim tłumaczeniu filmu Lego Ninjago (2017).
Angażuje się charytatywnie. W 2014 poparł kampanię społeczną Stowarzyszenia SOS Wioski Dziecięce. W 2016 przekazał ubrania młodym mieszkańcom Zanzibaru amatorsko uprawiającym sport. W 2017 i 2019 wsparł charytatywną akcję „Podaruj Misia” organizowaną przez Fundację TVN „Nie jesteś sam”, Allegro i Rossmanna. W maju 2021 nagłośnił zbiórkę pieniędzy na leczenie Wiktora Lewickiego chorującego na nowotwór mózgu, a w lipcu 2022 wsparł zbiórkę pieniędzy na drona Bayraktar dla armii Ukrainy. Wspiera działania Wielkiej Orkiestry Świątecznej Pomocy. Zorganizował kilka akcji dobroczynnych (w tym zbiórek pieniędzy) na rzecz uczestników powstania warszawskiego. Do maja 2024 prowadził Fundację „Taka Akcja”.

## Kontrowersje
W 10. odcinku trzeciej edycji Ameryki Express, premierowo wyemitowanym 7 listopada 2018, w ramach wykonywania jednego z zadań pocałował w usta kilka przypadkowo spotkanych kobiet, czego dokonał bez ich wyraźnej zgody, poza tym bez pozwolenia dotknął piersi jednej z nich. Chajzerowi zarzucono molestowanie seksualne, w związku z czym do prokuratury wpłynęło zawiadomienie o możliwości popełnienia przestępstwa wystosowane przez Fundację Feminoteka i Fundację przeciwko Kulturze Gwałtu im. Margarete Hodgkinson. Do Krajowej Rady Radiofonii i Telewizji trafiło sześć skarg na wyemitowany odcinek, który pod wpływem krytyki został usunięty z serwisu VOD Player, a produkcja i nadawca programu TVN wystosowali przeprosiny względem widzów.
29 listopada 2019 podczas jednego z wydań programu Dzień dobry TVN w rozmowie z psycholog Marią Rotkiel symulował atak paniki. Krajowa Rada Radiofonii i Telewizji poinformowała, że otrzymała 18 skarg na TVN w związku z zachowaniem Chajzera. W kwietniu 2020 przewodniczący KRRiT Witold Kołodziejski skierował do TVN pismo, w którym zwrócił uwagę, że nadawca w swojej działalności programowej powinien uwzględniać różne stopnie wrażliwości odbiorców. Chajzer przeprosił za swoje zachowanie.
W marcu 2024 Kinga Szostko z Fundacji „Przedsiębiorcy Pomagają” zarzuciła Chajzerowi, że z ramienia swojej fundacji „Taka Akcja” pobrał 16 tys. zł prowizji po podłączeniu się do zbiórki na leczenie 4-letniej dziewczynki chorującej na rdzeniowy zanik mięśni. Przedstawiciele fundacji Chajzera podkreśliła, że prezenter nie pobiera wynagrodzenia za działalność charytatywną.
W maju 2024 redakcja portalu Goniec.pl poinformowała, że fundacja Chajzera nie wypłaciła 350 tys. zł z 1,2 mln zł ze zbiórki na leczenie kilkuletniego Oskarka chorującego na autoimmunologiczne zapalenie mózgu. Chajzer w wydanym oświadczeniu poinformował, że okradziono mu fundację i zablokowano stronę internetową, w związku z czym zgłosił sprawę do prokuratury.
W marcu 2025 został ukarany przez prezesa UOKiK grzywną w wysokość ponad 90 tys. zł za nieoznaczone wpisy reklamowe na swoim profilu w serwisie Instagram.

## Publikacje
- 2017: Chajzerów dwóch (z Zygmuntem Chajzerem)
- 2024: Niejednoznacznie pozytywny
- 2024: 66 powodów do szczęścia (z Teresą Godlewską)

## Nagrody i wyróżnienia
- 2013: Nagroda plebiscytu Logo24.pl na Stylowego Mężczyznę Roku 2013[102]
- 2013: Nagroda MediaTory w kategorii „AkumulaTor”[5]
- 2014: Nagroda Wiktora w kategorii „Odkrycie Roku 2013”[103]
- 2017: Nagroda magazynu Esquire w kategorii „Media”[104]
- 2018: Telekamera w kategorii „Nadzieja Telewizji”[27]
- 2019: Brązowy BohaterOn w kategorii „Osoba Publiczna”[105]
- 2019: Złoty BohaterOn, nagroda Publiczności[105]